# Chile az 1992. évi nyári olimpiai játékokon
Chile a spanyolországi Barcelonában megrendezett 1992. évi nyári olimpiai játékok egyik részt vevő nemzete volt. Az országot az olimpián 7 sportágban 12 sportoló képviselte, akik érmet nem szereztek.

## Asztalitenisz
Férfi
| Versenyző                    | Versenyszám | Csoportkör | Csoportkör | Nyolcaddöntő      | Negyeddöntő       | Elődöntő          | Döntő             | Helyezés |
| Versenyző                    | Versenyszám | Ellenfél Eredmény | Hely.      | Ellenfél Eredmény | Ellenfél Eredmény | Ellenfél Eredmény | Ellenfél Eredmény | Helyezés |
| ---------------------------- | ----------- | --- | ---------- | ----------------- | ----------------- | ----------------- | ----------------- | -------- |
| Augusto Morales              | Egyes       | G csoport · Ma Ven-ko (Ma Wenge) (CHN) · 0-2 · Petr Korbel (TCH) · 0-2 · Piotr Skierski (POL) · 0-2                                                                                          | 4.         | kiesett           | kiesett           | kiesett           | kiesett           | 49.      |
| Marcos Núñez                 | Egyes       | N csoport · Steffen Fetzner (GER) · 0-2 · Kim Szonghi (Kim Szonghi, Kim Song-Hui) (PRK) · 0-2 · Vatanabe Takehiró (JPN) · 0-2                                                                | 4.         | kiesett           | kiesett           | kiesett           | kiesett           | 49.      |
| Augusto Morales Marcos Núñez | Páros       | C csoport · Németország (GER) · Steffen Fetzner · Jörg Roßkopf · 0-2 · Japán (JPN) · Macusita Kódzsi · Sibutani Hirosi · 0-2 · Franciaország (FRA) · Nicolas Chatelain · Patrick Chila · 0-2 | 4.         |                   | kiesett           | kiesett           | kiesett           | 25.      |

Női
| Versenyző    | Versenyszám | Csoportkör                                                                                           | Csoportkör | Nyolcaddöntő      | Negyeddöntő       | Elődöntő          | Döntő             | Helyezés |
| Versenyző    | Versenyszám | Ellenfél Eredmény                                                                                    | Hely.      | Ellenfél Eredmény | Ellenfél Eredmény | Ellenfél Eredmény | Ellenfél Eredmény | Helyezés |
| ------------ | ----------- | --- | ---------- | ----------------- | ----------------- | ----------------- | ----------------- | -------- |
| Sofija Tepes | Egyes       | K csoport · Hong Szunhva (Hong Sun-Hwa) (KOR) · 0-2 · Olga Nemes (GER) · 0-2 · Diana Gee (USA) · 0-2 | 4.         | kiesett           | kiesett           | kiesett           | kiesett           | 49.      |

## Atlétika
Férfi
| Versenyző   | Versenyszám | Eredmény | Helyezés |
| ----------- | ----------- | -------- | -------- |
| Jaime Ojeda | Maraton     | 2:28:39  | 62.      |

| Versenyző     | Versenyszám | Selejtező                | Selejtező                | Döntő    | Döntő    |
| Versenyző     | Versenyszám | Eredmény                 | Helyezés                 | Eredmény | Helyezés |
| ------------- | ----------- | ------------------------ | ------------------------ | -------- | -------- |
| Tómas Riether | Rúdugrás    | érvényes kísérlet nélkül | érvényes kísérlet nélkül | kiesett  | kiesett  |
| Gert Weil     | Súlylökés   | 19,41 m                  | 13.                      | kiesett  | kiesett  |

## Kerékpározás

### Országúti kerékpározás
Férfi
| Versenyző       | Versenyszám   | Idő           | Helyezés      |
| --------------- | ------------- | ------------- | ------------- |
| Miguel Droguett | Mezőnyverseny | nem ért célba | nem ért célba |

### Pálya-kerékpározás
Pontversenyek
| Versenyző       | Versenyszám       | Selejtező | Selejtező | Selejtező | Selejtező | Döntő     | Döntő   | Helyezés |
| Versenyző       | Versenyszám       | Csoport   | lekörözés | Pont      | Hely.     | lekörözés | Pont    | Helyezés |
| --------------- | ----------------- | --------- | --------- | --------- | --------- | --------- | ------- | -------- |
| Miguel Droguett | Férfi pontverseny | B         | 1         | 7         | 15.       | kiesett   | kiesett | kiesett  |

## Ökölvívás
| Versenyző       | Versenyszám | Selejtező               | Nyolcaddöntő           | Negyeddöntő       | Elődöntő          | Döntő             | Helyezés |
| Versenyző       | Versenyszám | Ellenfél Eredmény       | Ellenfél Eredmény      | Ellenfél Eredmény | Ellenfél Eredmény | Ellenfél Eredmény | Helyezés |
| --------------- | ----------- | ----------------------- | ---------------------- | ----------------- | ----------------- | ----------------- | -------- |
| Ricardo Araneda | Középsúly   | Luis Méndez (URU) · RSC | I Szungbe (KOR) · 8-12 | kiesett           | kiesett           | kiesett           | 9.       |

RSC - a játékvezető megállította a mérkőzést

## Sportlövészet
Nyílt
| Versenyző              | Versenyszám | Selejtező | Selejtező | Elődöntő | Elődöntő | Döntő   | Döntő    |
| Versenyző              | Versenyszám | Pont      | Helyezés  | Pont     | Helyezés | Pont    | Helyezés |
| ---------------------- | ----------- | --------- | --------- | -------- | -------- | ------- | -------- |
| Carlos Abarza          | Skeet       | 143       | 42.*      | kiesett  | kiesett  | kiesett | kiesett  |
| Alfonso de Iruarrízaga | Skeet       | 143       | 42.*      | kiesett  | kiesett  | kiesett | kiesett  |

* - hét másik versenyzővel azonos eredményt ért el

## Tenisz
Női
| Versenyző         | Versenyszám | 64-es főtábla                    | 32-es főtábla     | Nyolcaddöntő      | Negyeddöntő       | Elődöntő          | Döntő             | Helyezés |
| Versenyző         | Versenyszám | Ellenfél Eredmény                | Ellenfél Eredmény | Ellenfél Eredmény | Ellenfél Eredmény | Ellenfél Eredmény | Ellenfél Eredmény | Helyezés |
| ----------------- | ----------- | -------------------------------- | ----------------- | ----------------- | ----------------- | ----------------- | ----------------- | -------- |
| Paulina Sepúlveda | Egyes       | Sandra Cecchini (ITA) · 2-6, 3-6 | kiesett           | kiesett           | kiesett           | kiesett           | kiesett           | 33.      |

## Vitorlázás
Női
| Versenyző      | Versenyszám | Futam | Futam | Futam | Futam   | Futam | Futam | Futam | Pontszám | Helyezés |
| Versenyző      | Versenyszám | 1     | 2     | 3     | 4       | 5     | 6     | 7     | Pontszám | Helyezés |
| -------------- | ----------- | ----- | ----- | ----- | ------- | ----- | ----- | ----- | -------- | -------- |
| Marissa Maurin | Europe      | 30,0  | 29,0  | 27,0  | (31,0*) | 30,0  | 27,0  | 29,0  | 172,0    | 24.      |

* - kizárták